# César Sánchez Aurich
César Sánchez Aurich (Lambayeque, 21 de mayo de 1973) es un exfutbolista peruano. Jugaba de mediocampista o lateral derecho y su último club fue el Juan Aurich. Tiene 51 años.

## Clubes
| Club                      | País | Año       |
| ------------------------- | ---- | --------- |
| Aurich-Cañaña             | Perú | 1995-1997 |
| Cachorro                  | Perú | 1998      |
| Juan Aurich               | Perú | 1999-2002 |
| Alianza Atlético          | Perú | 2003      |
| Universidad César Vallejo | Perú | 2004      |
| Atlético Universidad      | Perú | 2005      |
| Alianza Atlético          | Perú | 2006      |
| Deportivo Municipal       | Perú | 2007      |
| Juan Aurich               | Perú | 2008-2010 |